# John Snow
John Snow (York, 15 de março de 1813 – Londres, 16 de junho de 1858) foi um médico inglês, considerado pai da epidemiologia moderna. Em 1853 receberia o título de sir, após ter anestesiado a rainha Vitória no parto sem dor de seu oitavo filho, Leopoldo de Albany, fato que ajudou a divulgar a técnica entre os médicos da época.
Demonstrou que o cólera era causado pelo consumo de águas contaminadas com matérias fecais, ao comprovar que os casos dessa doença se agrupavam nas zonas onde a água consumida estava contaminada com fezes, na cidade de Londres no ano de 1854. Nesse ano cartografou num plano do distrito do Soho os poços de água, localizando como culpado o poço existente em Broad Street, em pleno coração da epidemia. Snow recomendou à comunidade fecha-lo, com o que foram diminuindo os casos da doença. Este episódio é considerado como um dos exemplos mais precoces no uso do método geográfico para a descrição de casos de uma epidemia.
O trabalho realizado por John Snow na Inglaterra ajudou a romper com os paradigmas existentes em uma época em que ainda predominava uma forte crença na teoria miasmática da doença, também denominada "teoria anti-contagionista". Mais ainda, Snow sentou as bases teórico-metodológicas do "método epidemiológico", o qual tem sido utilizado através da história tanto para a investigação das causas, como para a solução das fontes de todas as doenças transmissíveis. Mais recentemente, usa-se esse método para a investigação de todos os problemas de saúde e doença que afetem às comunidades humanas.

## Anos de formação
Snow nasceu em York, no Reino Unido. Foi o primeiro de nove filhos de William e Frances Snow. Seu bairro era um dos mais pobres da cidade e estava sempre sujeito a inundações devido à sua proximidade com o rio Ouse. Seu pai trabalhava em estaleiros locais de carvão, constantemente reabastecidos a partir das minas de carvão em Yorkshire, por meio das barcas que navegavam no rio Ouse. Snow estudou em York até os 14 anos, época em que foi aprendiz de William Hardcastle, um cirurgião em Newcastle upon Tyne, bem como do médico George Stephenson. William Hardcastle era amigo do tio de Snow, Charles Empson. Charles também estudara com Robert Stephenson e foi provavelmente por meio dessas conexões que Snow adquiriu seu aprendizado tão longe de sua cidade natal, York.
Entre 1833 e 1836 foi assistente prático, primeiro em Burnopfield, condado de Durham, e depois em Pateley Bridge, North Yorkshire. Em outubro de 1836 matriculou-se como estudante na escola de medicina Hunterian School, em Londres. Em 1837, Snow começou a trabalhar no Hospital de Westminster, admitido como membro do Royal College of Surgeons of England (Colégio Real de Cirurgiões da Inglaterra) em 2 de maio de 1838.  Graduou-se na Universidade de Londres em dezembro de 1844 e foi admitido no Royal College of Physicians (Colégio Real de Médicos) em 1850.

## Contribuições para a Medicina

### Anestesia
John Snow foi um dos primeiros médicos a estudar e calcular as dosagens para a utilização de éter e clorofórmio enquanto anestésicos cirúrgicos, permitindo que os pacientes submetidos a procedimentos cirúrgicos tivessem desconfortos e dores atenuados. Chegou, inclusive, a ministrar pessoalmente clorofórmio à Rainha Vitória durante o parto de dois dos seus nove filhos: Leopold, em 1853 e Beatrice, em 1857. Tal fato levou a anestesia obstétrica a uma maior aceitação pública.

### Cólera
Snow tinha uma visão cética a respeito da então dominante teoria miasmática, que afirmava que doenças como o cólera e a peste negra eram causadas pela poluição ou por alguma forma de ar viciado. A teoria microbiana ainda não tinha sido desenvolvida, de modo que ainda eram obscuros as efetivos mecanismos pelos quais o cólera era transmitido. Sua análise empírica de certas evidências acabaram por colocar por terra a teoria do ar viciado. Sua teoria da transmissão do cólera pela água foi primeiramente divulgada num ensaio de 1849. Em 1855 ele publicou uma segunda edição de seu artigo, documentando sua investigação acerca das relações diretas entre o abastecimento de água no bairro do Soho e a epidemia de cólera que ocorrera em 1854 na capital britânica.
Ao falar com os residentes locais, com a ajuda do reverendo Henry Whitehead, identificou a fonte do surto como sendo a bomba de água pública na Broad Street, atual Broadwick Street. Embora análises químicas e um exame microscópico de uma amostra de água retirada da bomba localizada na Broad Street não provasse de forma conclusiva o seu perigo, os estudos de Snow acerca do padrão de disseminação da doença foram suficientemente convincentes para persuadir o conselho local a desativar a bomba do poço, removendo sua alça. A contaminação da água desse poço deveu-se à sua localização, próxima a uma fossa mal isolada do restante do terreno, a qual vazou matéria fecal contaminada, atingindo assim o poço. O método adotado pelo médico alicerçou-se na comparação de populações afetadas e não afetadas, identificadas conforme a origem da água que consumiam. Um relato desta tarefa é fornecido pelo próprio médico:
O experimento (...) desenrolava-se na maior escala possível. Não menos que três centenas de milhares de pessoas de ambos os sexos, de todas as idades e ocupações e de todos os níveis e posições, da mais alta sociedade aos mais pobres, estavam divididas inescapavelmente e muitas vezes inconscientemente em dois grupos; um grupo recebia a água contaminada pelos esgotos de Londres e, junto, o que quer que proviesse das vítimas do cólera; o outro, uma água comprovadamente livre de tais impurezas.